# De Kalb (Mississippi)
De Kalb é uma cidade  localizada no estado americano de Mississippi, no Condado de Kemper.

## Demografia
Segundo o censo americano de 2000, a sua população era de 972 habitantes.
Em 2006, foi estimada uma população de 908, um decréscimo de 64 (-6.6%).

## Geografia
De acordo com o United States Census Bureau tem uma área de
8,6 km², dos quais 8,6 km² cobertos por terra e 0,0 km² cobertos por água. De Kalb localiza-se a aproximadamente 142 m acima do nível do mar.

## Localidades na vizinhança
O diagrama seguinte representa as localidades num raio de 32 km ao redor de De Kalb.